# オスカー・ダノン
オスカー・ダノン（Oskar Danon, 1913年2月7日 - 2009年12月18日）は、セルビア出身の指揮者。

## 経歴
オーストリア＝ハンガリー帝国領サラエヴォのユダヤ系の家系に生まれる。地元の高校に進学し、そこの文学サークル「青春」に所属して左翼思想を身につけた。また、自らジャズ・オーケストラを結成してピアノを弾いて音楽の経験を積み、在学中にアンカ・イヴァチッチに音楽を学んだ。また、イヴァチッチの創設した合唱団で指揮者を務め、その合唱団でユーゴスラヴィアの各地を演奏して回ったところ、チェコの作曲家のフランティシェク・ピーハの目にとまり、1931年にチェコに留学することになった。留学先では、カレル大学で哲学、プラハ音楽院で作曲と指揮法を学ぶ傍らで学生の左翼運動にも参加した。1938年にクロード・ドビュッシーの研究で音楽学の学位を取って帰国し、ユーゴスラヴィアにドビュッシーの音楽を積極的に紹介するなど、積極的な音楽活動を展開した。1941年のユーゴスラヴィア侵攻後はパルチザンとして活動した。
第二次世界大戦後はベオグラードに住み、1945年から1963年までベオグラード歌劇場の総監督を務めた。1963年から1970年まではベオグラード音楽院で教鞭をとり、1970年から1974年までスロヴェニア・フィルハーモニー管弦楽団の首席指揮者を歴任した。その他、世界各地の歌劇場やオーケストラに客演しており、日本にも1965年以降たびたび来日していた。
2009年、ベオグラードにて没。